# Ladislav Zbořil
Ladislav Zbořil (* 2. Juli 1876 in Žerůvky; † nach dem 11. Oktober 1938) war ein tschechoslowakischer Offizier, der zuletzt Brigadegeneral der Tschechoslowakischen Armee war.

## Leben
Ladislav Zbořil nahm als Angehöriger der Tschechoslowakischen Legionen am Ersten Weltkrieg teil. Nach Kriegsende wurde er in die neu aufgestellte Tschechoslowakische Armee der Ersten Tschechoslowakischen Republik übernommen und war zunächst zwischen Januar 1919 und September 1920 Kommandeur des 2. Berittenen Schützenregiments. In dieser Verwendung erfolgte am 1. Juli 1919 seine Beförderung zum Oberstleutnant. Nachdem er von September 1920 bis Januar 1921 Kommandeur des 9. Kavallerieregiments war, besuchte er zwischen Januar und Mai 1921 den Informationslehrgang für Generale und Oberste in Prag. Nach dessen Beendigung fungierte er von Mai 1921 bis Januar 1923 abermals als Kommandeur des 9. Kavallerieregiments und wurde in dieser Zeit am 29. Dezember 1922 zum Oberst befördert. Danach fungierte er zwischen Januar und Dezember 1923 als stellvertretender Leiter der 1. Remonte-Kommission sowie vom 31. Dezember 1923 bis Oktober 1928 als Kommandeur der 1. Kavalleriebrigade. In dieser Funktion erfolgte am 4. Mai 1928 auch seine Beförderung zum Brigadegeneral.
Nachdem Zbořil zwischen Oktober 1928 und September 1929 den Lehrgang für Höhere Kommandeure in Prag besucht hatte, übernahm er von September 1929 bis Dezember 1933 noch einmal den Posten als Kommandeur der 1. Kavalleriebrigade und trat am 1. Januar 1934 in den Ruhestand. In der Phase der Eingliederung des Sudetenlandes im Zuge des Münchner Abkommens fungierte er vom 25. September bis zum 11. Oktober 1938 als Kommandierender General des 1. Korpsbezirks. Danach schied er endgültig aus dem aktiven Militärdienst aus.

## Weblink
- Zbořil, Ladislav. The Generals of WWII (generals.dk) (englisch).

| Personendaten    | Personendaten                       |
| ---------------- | ----------------------------------- |
| NAME             | Zbořil, Ladislav                    |
| KURZBESCHREIBUNG | tschechoslowakischer Brigadegeneral |
| GEBURTSDATUM     | 2. Juli 1876                        |
| GEBURTSORT       | Žerůvky                             |
| STERBEDATUM      | nach 11. Oktober 1938               |